# Église Sainte-Marguerite d'Orelle
Pour les articles homonymes, voir Église Sainte-Marguerite.
L'église Sainte-Marguerite d'Orelle est une église catholique paroissiale baroque, gothique et néoclassique située à Orelle, dans le département français de la Savoie.
Elle est l'église de la paroisse catholique Sainte-Marguerite de Bonvillard-sur-Orelle, aujourd'hui intégrée à la paroisse Saint-Michel-en-Maurienne.

## Situation
L'édifice est intégré au lotissement de Bonvillard sur la commune savoyarde d'Orelle, dans la région Auvergne-Rhône-Alpes en France. Située à 1 200 m d'altitude, l'église est construite sur l'adret de la commune et au centre dudit hameau habité.

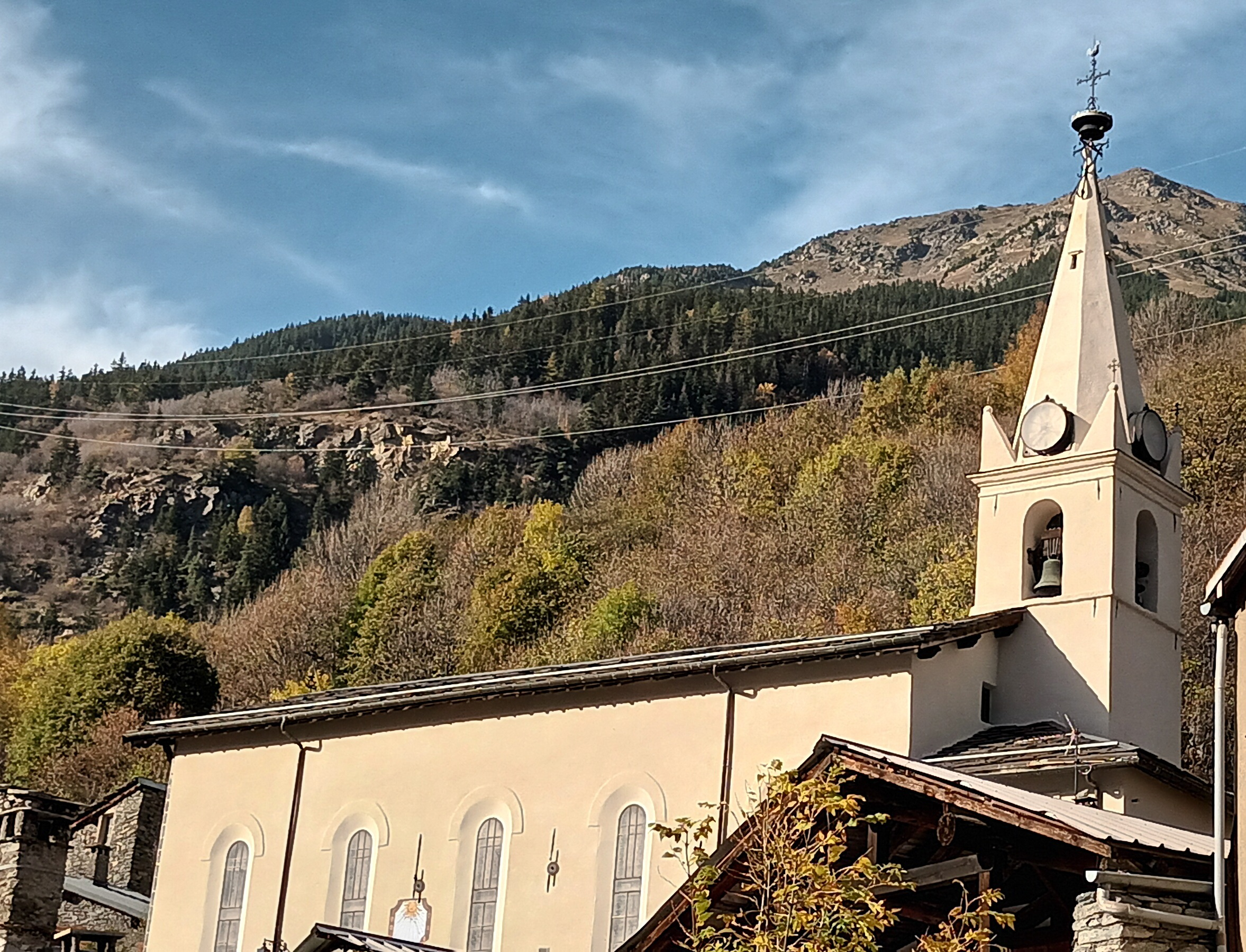
Vue de l'église depuis le bas du village (face sud).
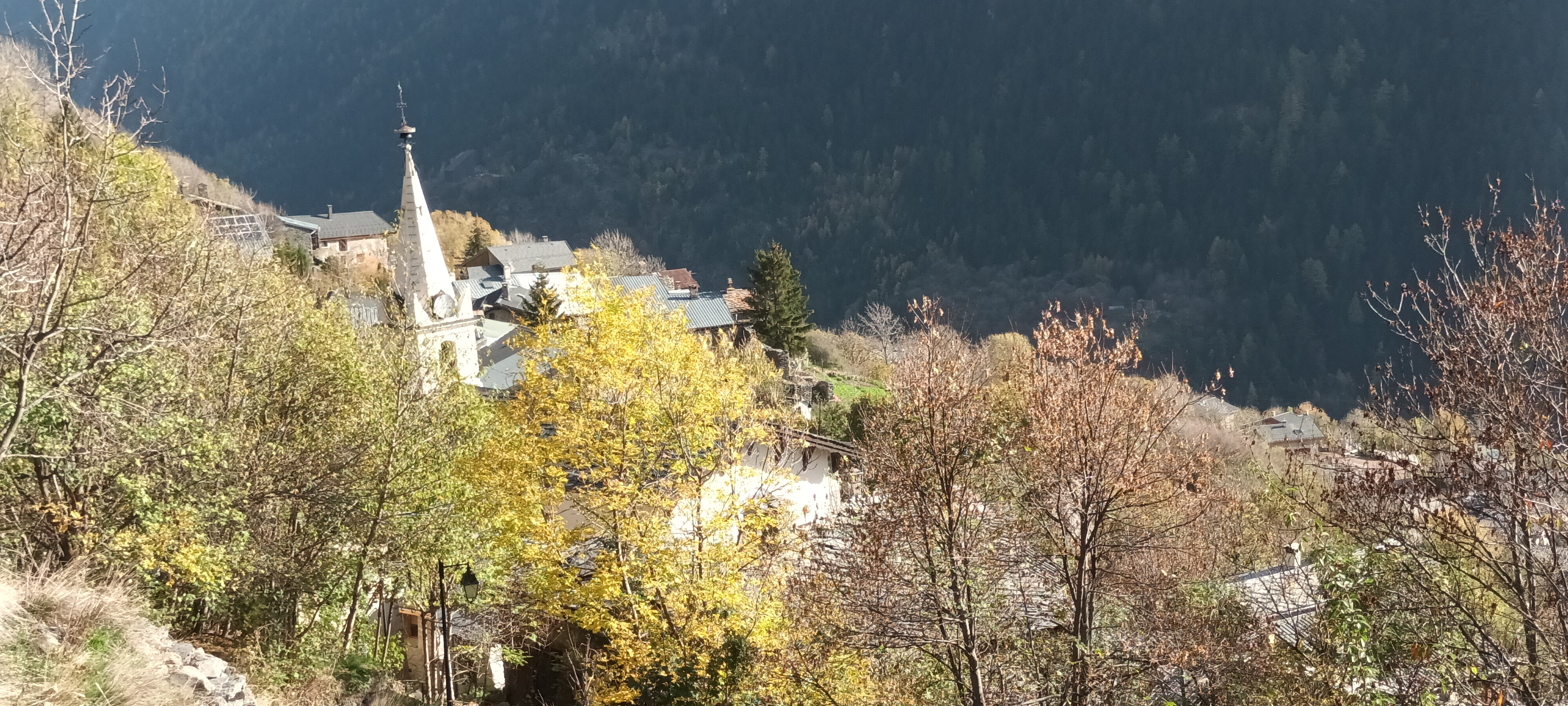
Depuis Derrière-les-Prés, vue de l'édifice au centre de Bonvillard.
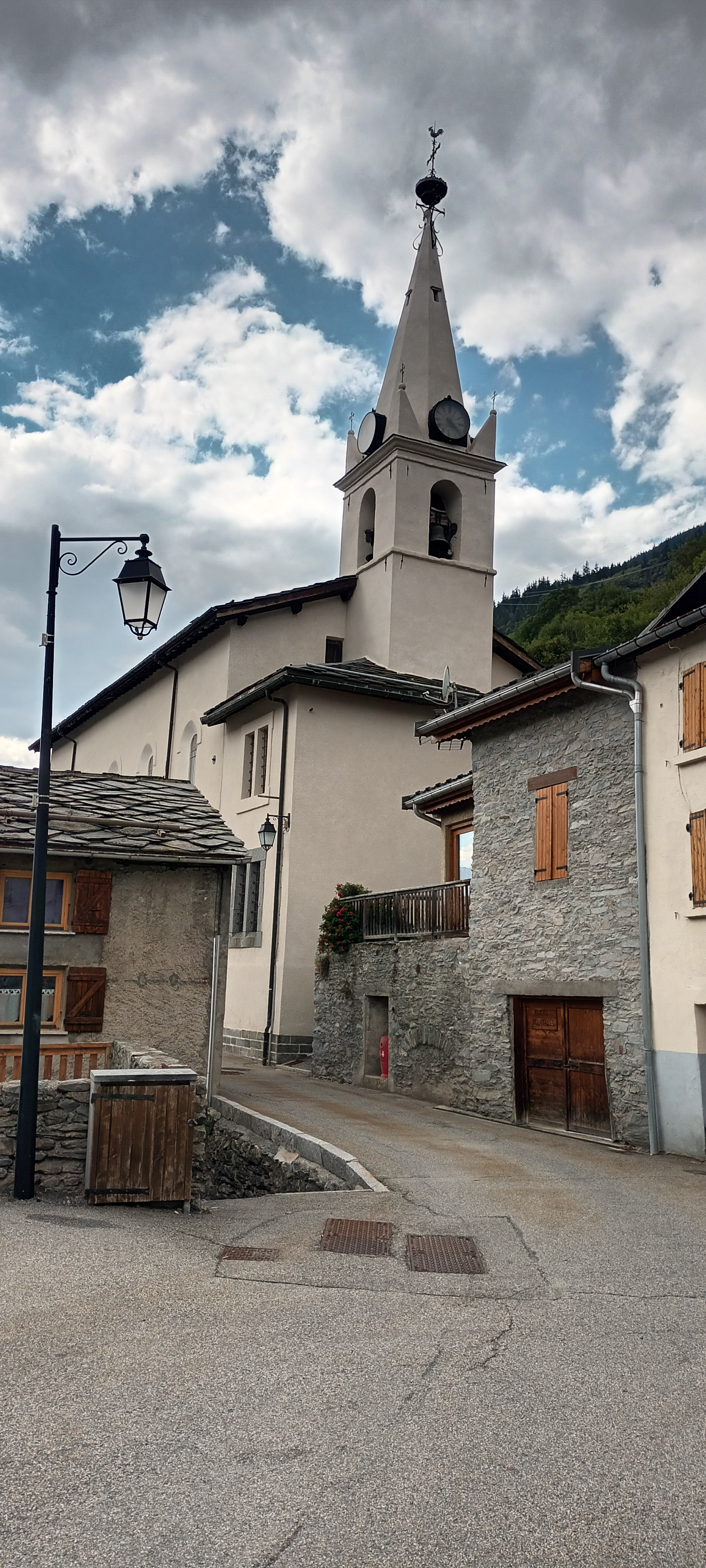
Clocher de l'église dans la rue principale du village (face est).

## Description
L'église mesure 30 m de longueur, pour 10 m de largeur, et s'accompagne d'un clocher de 20 m de hauteur ainsi que du même style baroque que l'église Saint-Maurice d'Orelle (au chef-lieu d'Orelle). Ses faces nord et sud sont composées de dix fenêtres vitraillées au total, auxquelles il faut ajouter trois vitraux sur la face ouest et huit fenêtres grillagées sur la partie basse du clocher de l'édifice, des côtés nord et sud,.
Les deux portes, en bois massif, surplombées par une voûte maçonnée, mesurent 3 m de hauteur, tandis que le clocher possède quatre horloges, quatre cloches, quatre croix métalliques et une girouette en bronze sculptée en coq. Un cadran solaire se trouve sur la face sud de l'église, tout comme un monument aux morts sous forme de stèle,.
La dédicataire de cette église est Marguerite d'Antioche, une vierge martyre du IVe siècle,.

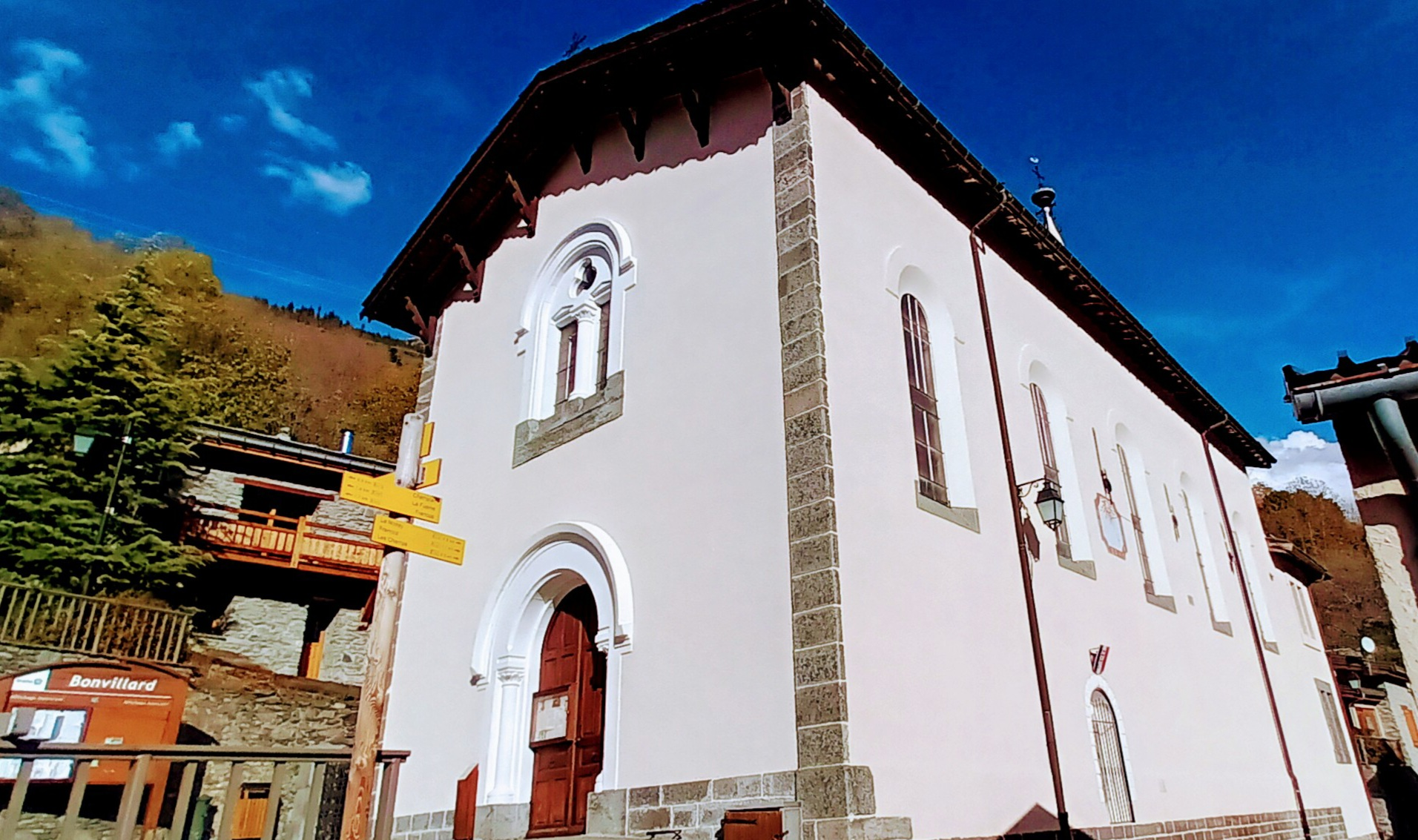
Faces ouest (oû se trouve l'entrée) et sud de l'église Sainte-Marguerite d'Orelle.
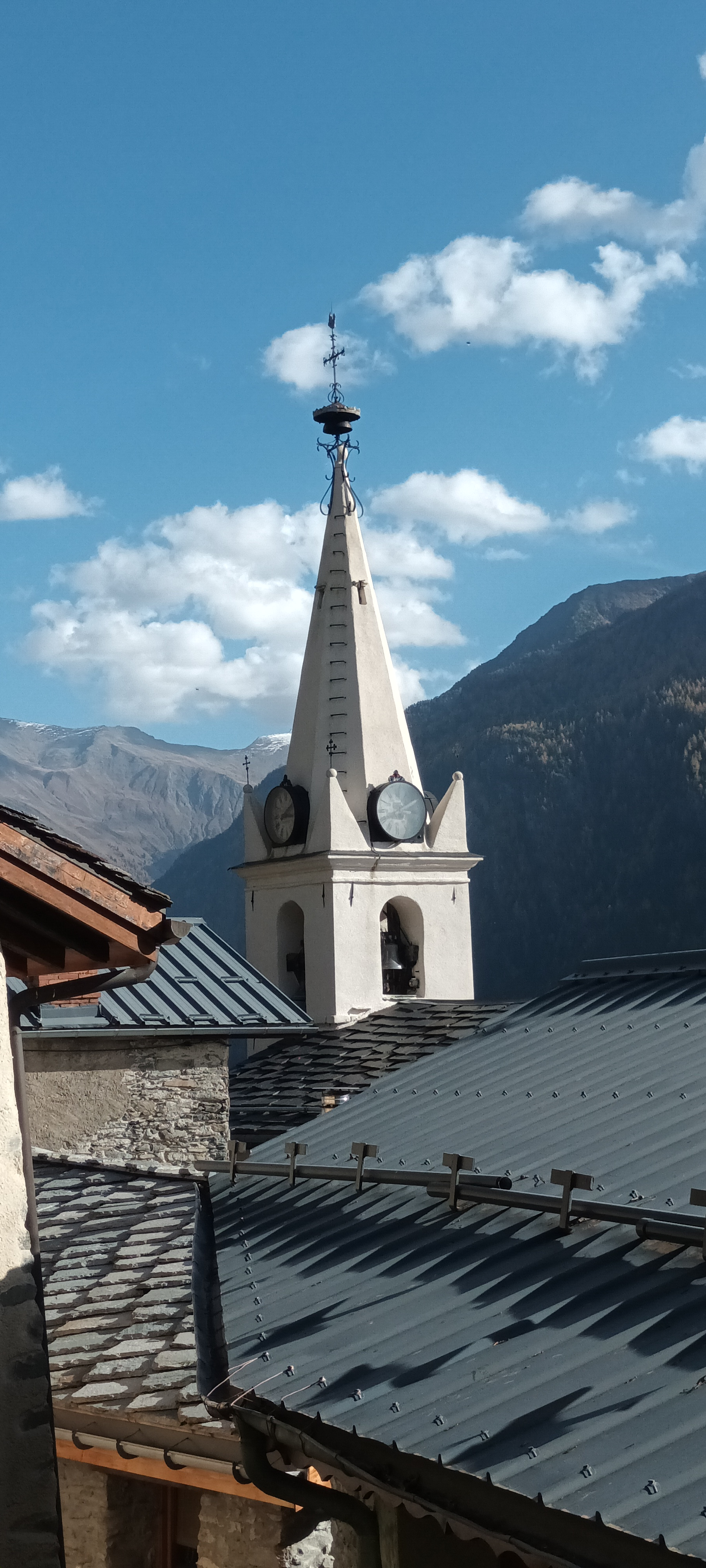
Détails du clocher.
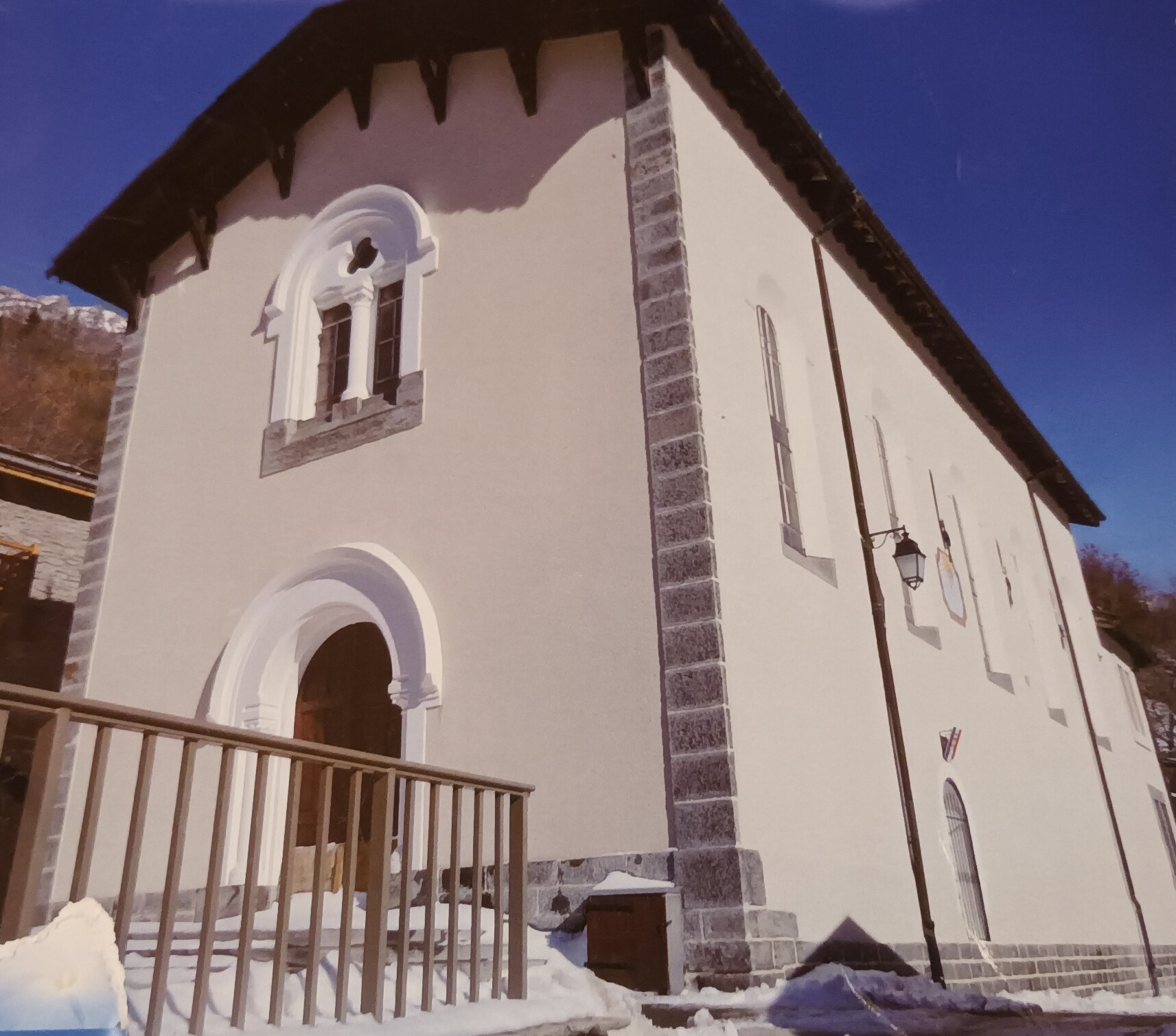
L'église en hiver.
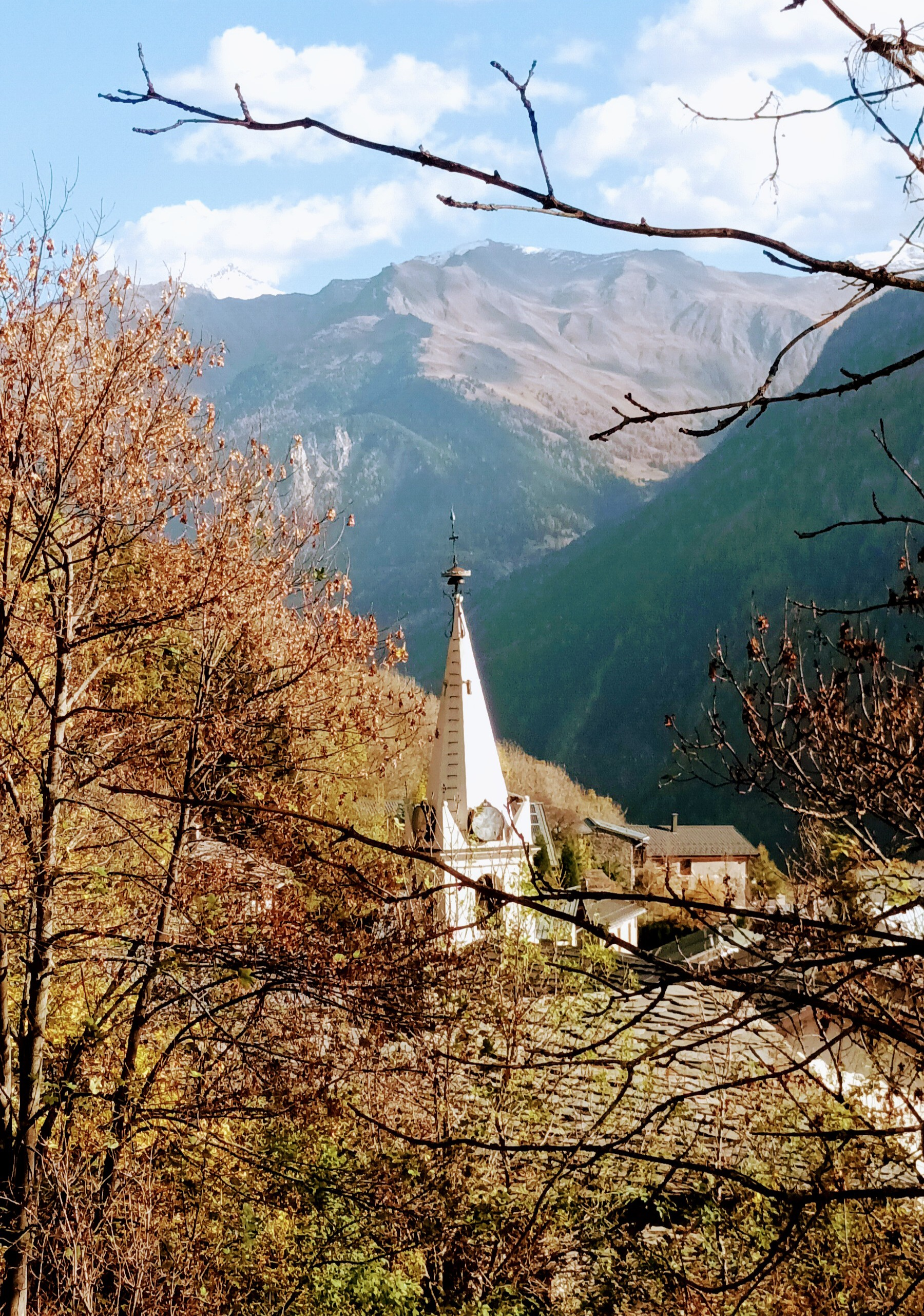
Partie haute du clocher de l'église en automne.
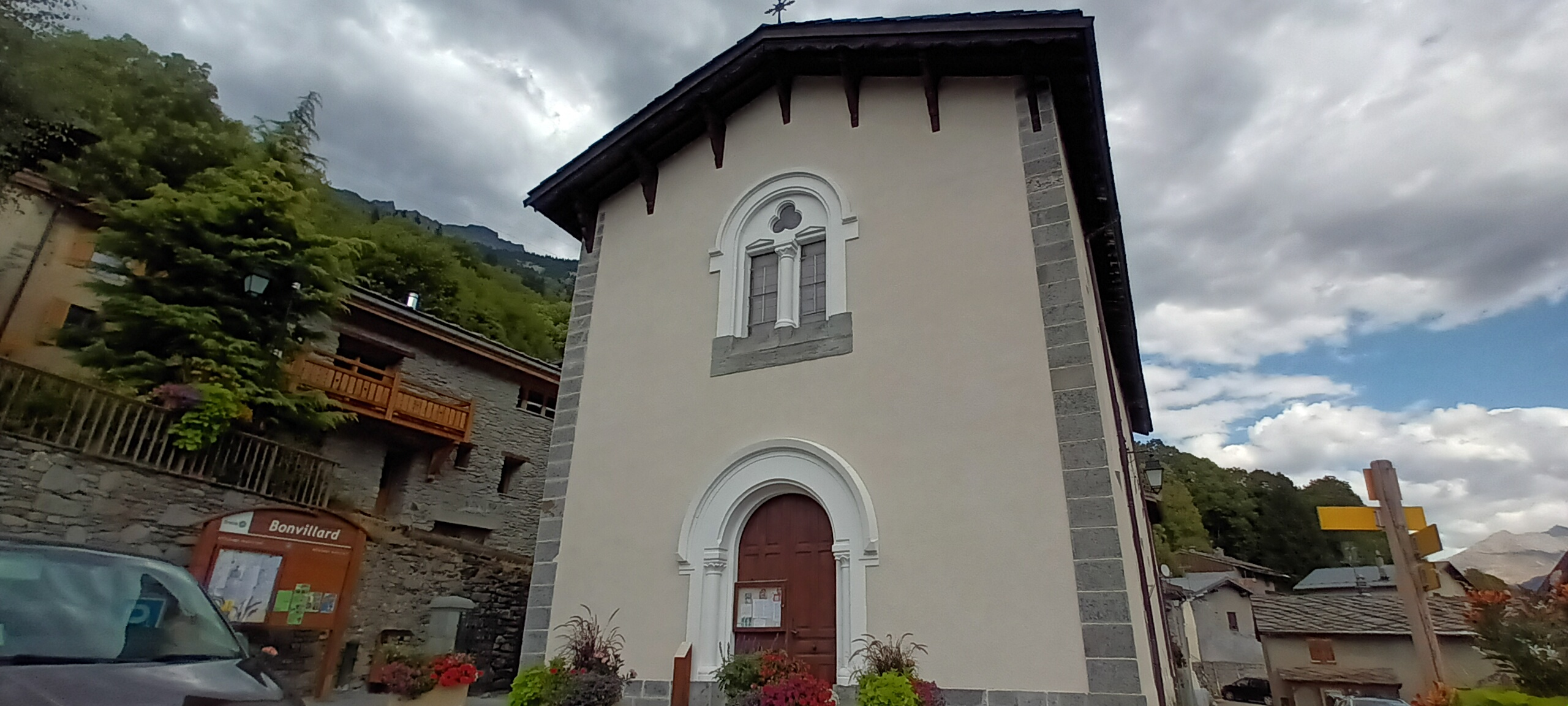
Vue frontale de la face ouest de l'édifice en été.
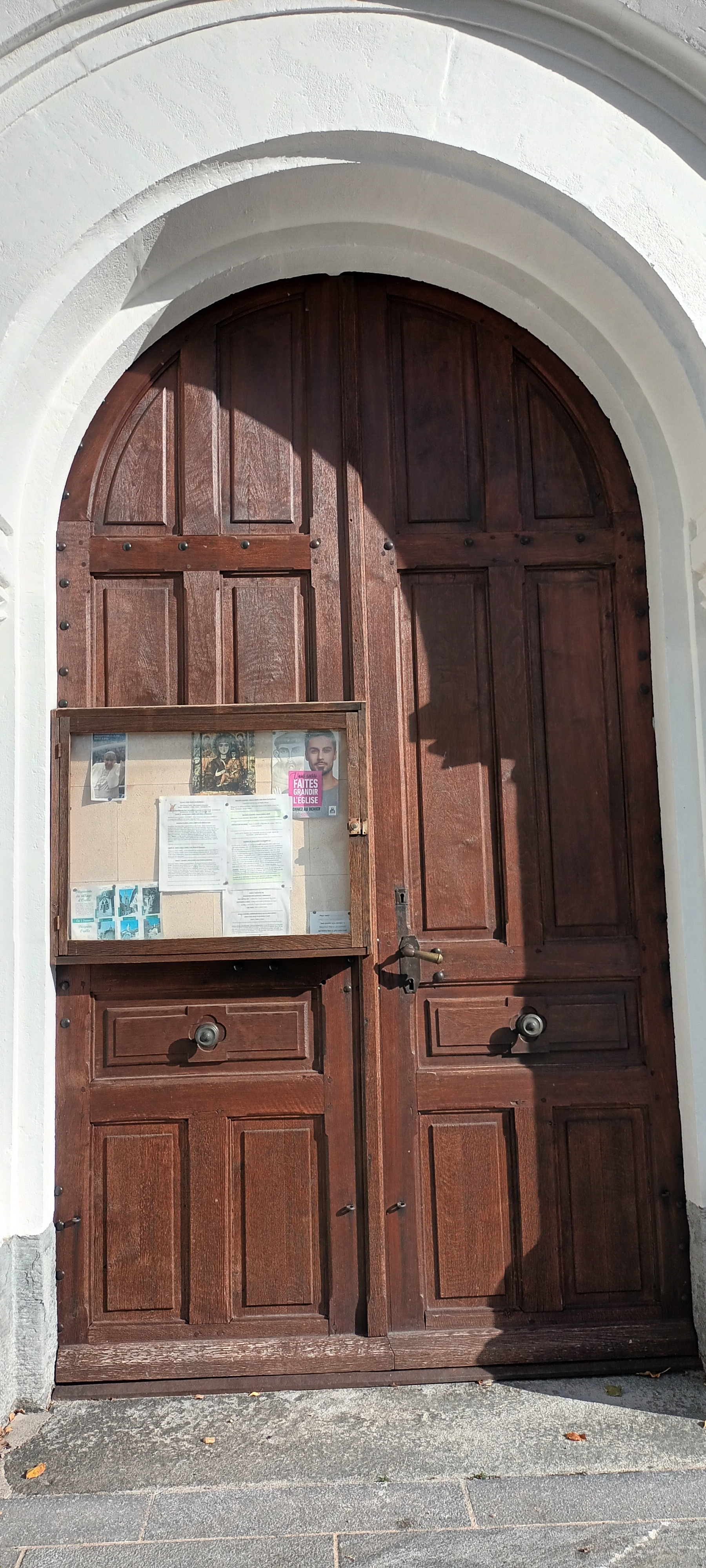
Portes de l'église.

## Histoire

### Création et extensions de l'ancienne église
L'histoire de l'église Sainte-Marguerite d'Orelle débute en l'an 1412, date à laquelle un éboulement détruit une partie de l'église Saint-Aurelle d'Orelle, située à l'ouest du hameau de la Fusine. L'église Saint-Maurice d'Orelle est alors construite au chef-lieu, en son centre, mais les habitants de Bonvillard ont du mal à y accéder, surtout en hiver : à cette époque, les chutes de neige étaient gigantesques et il fallait desservir les sentiers en les déneigeant toute la saison hivernale,.
C'est la raison pour laquelle l'église Sainte-Marguerite d'Orelle voit le jour en 1661, à l'emplacement actuel. Elle est alors associée à la paroisse catholique Sainte-Marguerite de Bonvillard-sur-Orelle. Après des réparations en 1750, notamment sur l'amélioration significative du clocher, le 30 juillet 1760, le cardinal Charles-Joseph Filippa, évêque de la vallée de la Maurienne, consacre l’édifice. Autour de 1840, l'église est allongée vers l'ouest pour permettre d'accueillir plus de riverains, en conservant le clocher de 1750. En 1841, le clocher est rénové,.

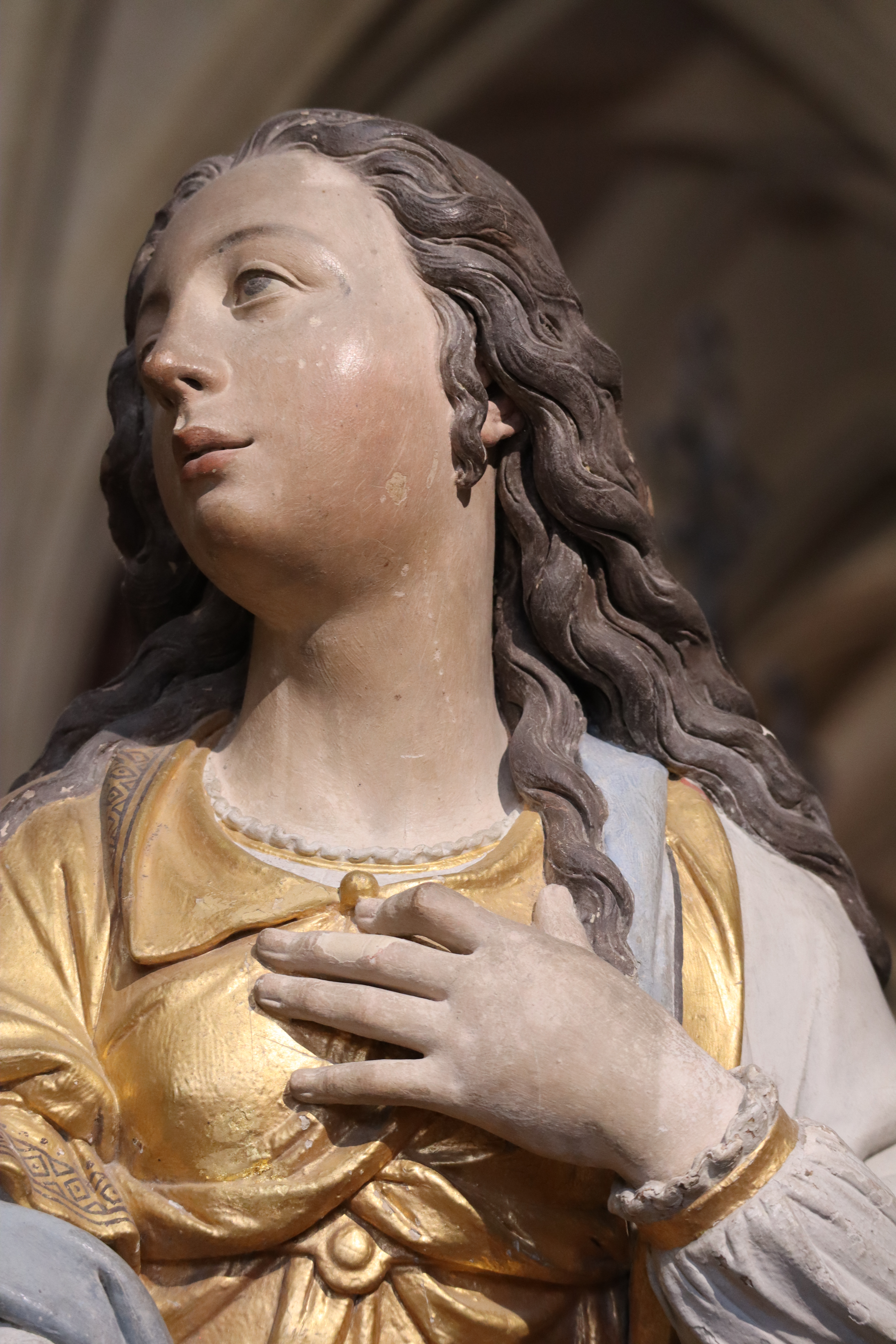
La vierge Marguerite d'Antioche est la dédicataire historique de l'église.

### L'amélioration de l'ancienne église entraînant l'édification de l'église Sainte-Marguerite d'Orelle actuelle
En 1874, les Bonvillarins présentent un projet au conseil municipal d'Orelle afin de recevoir des fonds financiers pour améliorer l’église et ses charpentes. La commune accepte de fournir 5 000 francs, lesquels serviront à payer les poutres et charpentes en bois (dont certaines sont livrées par la municipalité) ainsi qu'à dédommager les corvées des riverains lors de l’acheminement de matériaux de construction. En effet, les matières boisées nécessaires sont aussi extraites des forêts appartenant à ladite paroisse ; les pierres des murs sont offertes par les prêtres natifs de Bonvillard sous la demande des abbés Pierre Joseph Perret et Séraphin Perret. Le sable et les rochers sont acheminés à Bonvillard depuis le lieu-dit Berchette, à proximité des rives aquatiques de l'Arc. Pierre Joseph Jacob et Pierre Laurent Richard fabriquent nombre de menuiseries, lesquelles sont installées dans l'édifice, en plus des offrandes de statues en terre cuite polychrome (provenant de Bar-sur-Aube) effectuées par Didier et Perpétue Perret, habitants de Saint-Jean-de-Maurienne. De plus, un calvaire, la chaire et la rampe de communion sont offerts par le Révérend Chanoine Séraphin Perret, lequel est déjà l'acheteur des masures de l'église. Enfin, les familles Charvoz et Chinal payent les vitraux de l'église ainsi que les colonnes en fonte qui soutiennent la tribune,.
Le 20 juillet 1876, les premières pierres de l’église servant à l’agrandir sont bénies. Les travaux sont achevés en mai 1878. L’entrepreneur de cette extension considérable est M. Azario : il reçoit 28 000 francs lesquels proviennent de la fabrique de Bonvillard (12 000 francs), du Révérend Séraphin Perret (5 000 francs) et des fidèles (11 000 francs).

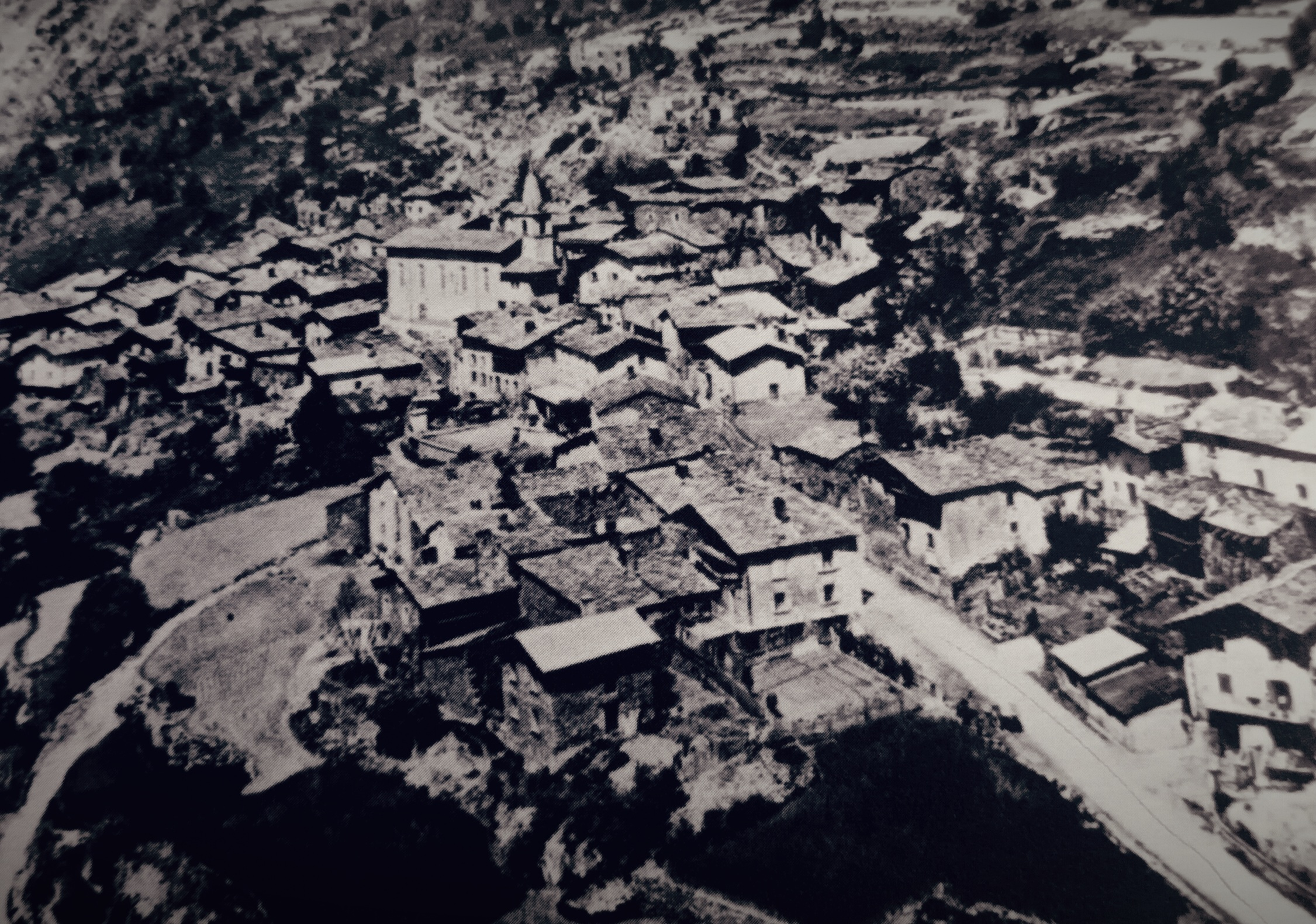
Image de 1950 : l'église Sainte-Marguerite d'Orelle est au centre du village.
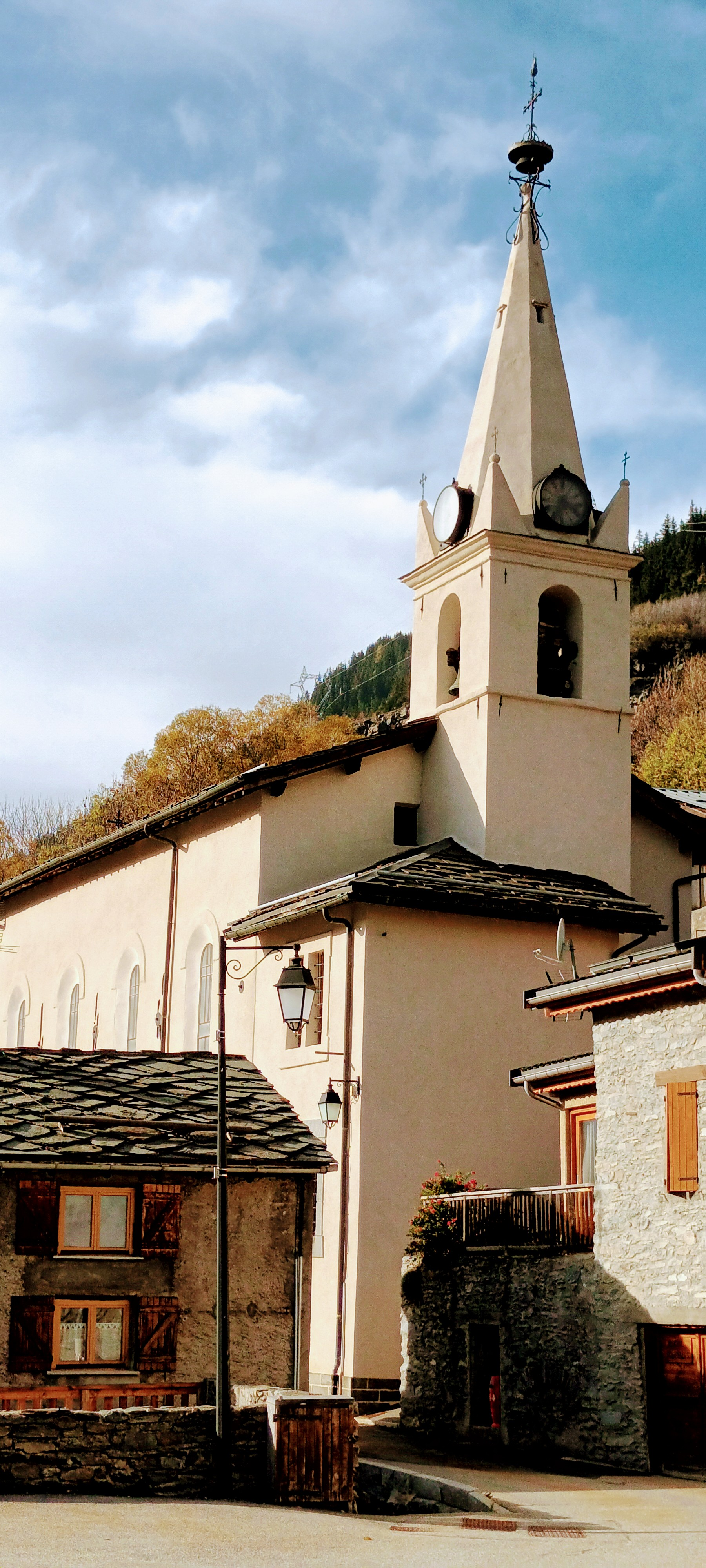
L'église et le clocher en 2022.
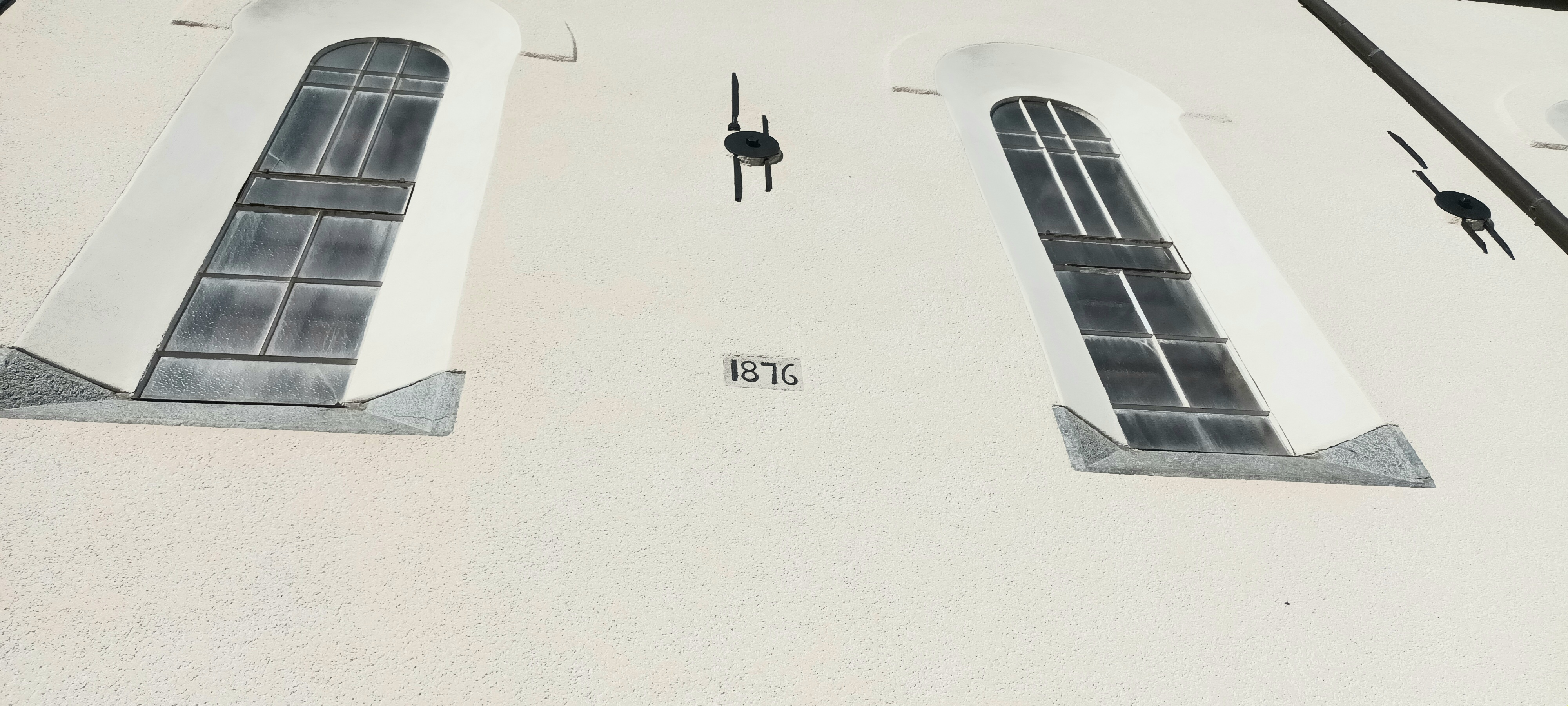
Date de 1876 inscrite sur la face sud.
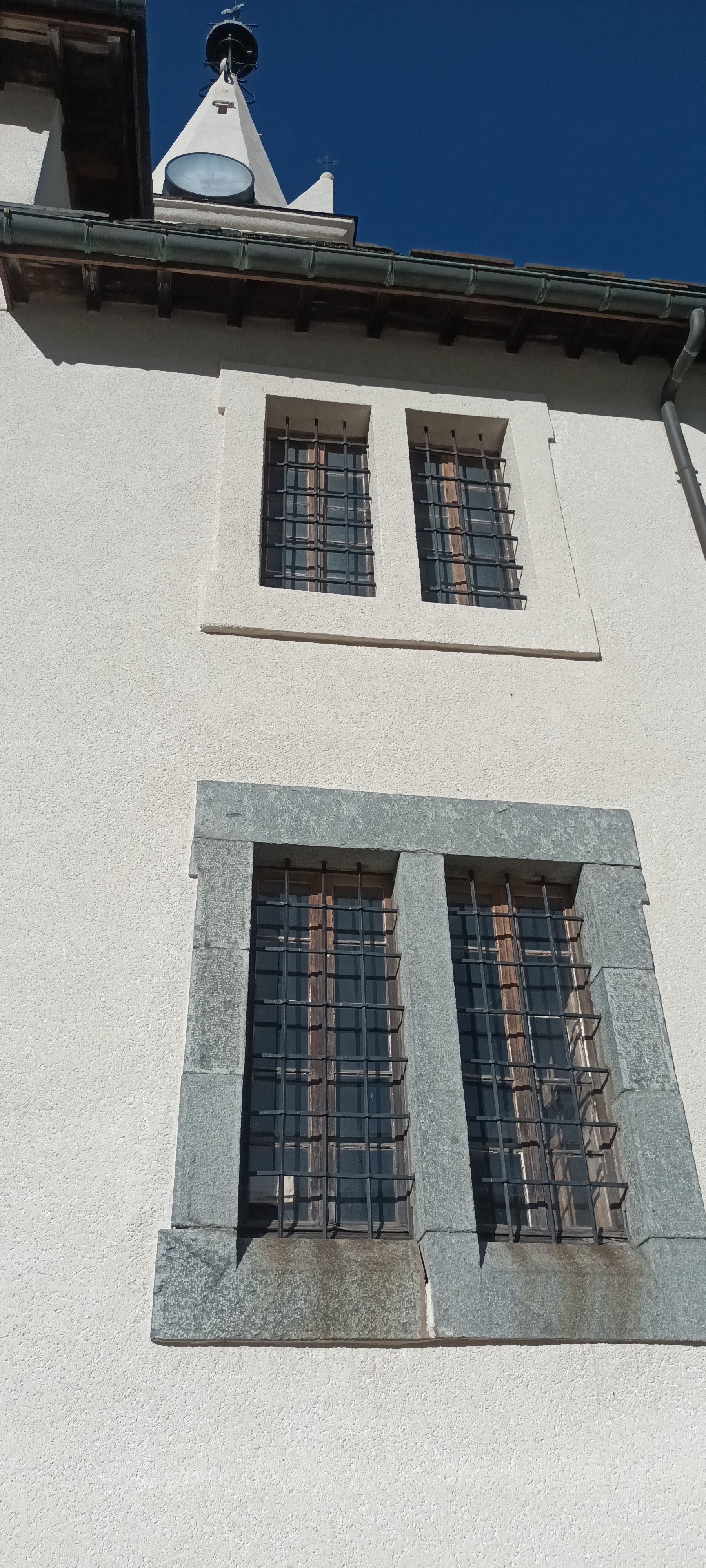
Détails de la partie basse du clocher.

### Consécration et le devenir de l'église
L'évêque Michel Rosset a consacré l'extension de l'église, le 4 juin 1878. Celui-ci est ce jour accueilli par les membres et procureurs de la paroisse ainsi que par des conseillers municipaux d'Orelle. Candide Vignoud prononce un discours de bienvenue avant que le groupe monte jusqu'à Bonvillard : « Monsieur le curé Victor Chappel, les Révérends Chanoines Séraphin Perret (aumônier des religieuses [...]) et Lucien Camille Perret (professeur de lettres au grand séminaire), l'abbé Dufour (ancien recteur de Bonvillard) l'abbé Fulgence Vignoud (élève au grand séminaire) ainsi que toute la population reçoivent Monseigneur l'évêque. » La compagnie des sapeurs-pompiers en tenue de parade escorte également le groupe et, à 17 h, l'évêque discourt et explique le déroulement des cérémonies qui auront lieu le lendemain,.
Le 5 juin 1878, les cérémonies de consécration et la messe pontificale ont lieu toute la matinée, suivies, l'après-midi, du transferts des deux autels latéraux. Le lendemain, la sacristie, la fabrique et l'ensemble de l'église sont visités. 95 adolescents de 13 à 18 ans sont confirmés et ces trois dits jours de solennité se passent avec ferveur et joie à Bonvillard.
En 1882, l'humidité a endommagé le plancher de l'église. 1 370 francs sont nécessaires afin de composer un dallage au sol, mais la commune ne peut investir que 400 francs. La fabrique permet d'assurer le financement de ce dallage. En l'an 1916, en pleine Première Guerre mondiale, le curé de la paroisse ne peut plus assurer sa fonction car il doit garder deux paroisses en Tarentaise,.

Enfin, la dernière visite pastorale de l'église Sainte-Marguerite d'Orelle date du 6 mai 1925, jour auquel le directeur des usines de Prémont (Monsieur Bon) propose son automobile à Monseigneur Grumel. Des mulets montent les bagages jusqu'à Bonvillard, à partir de l'arrêt de la route praticable, au lieu-dit Champlan. Des ecclésiastiques participent à l'événement, et les cloches de l'édifice retentissent dans Bonvillard.

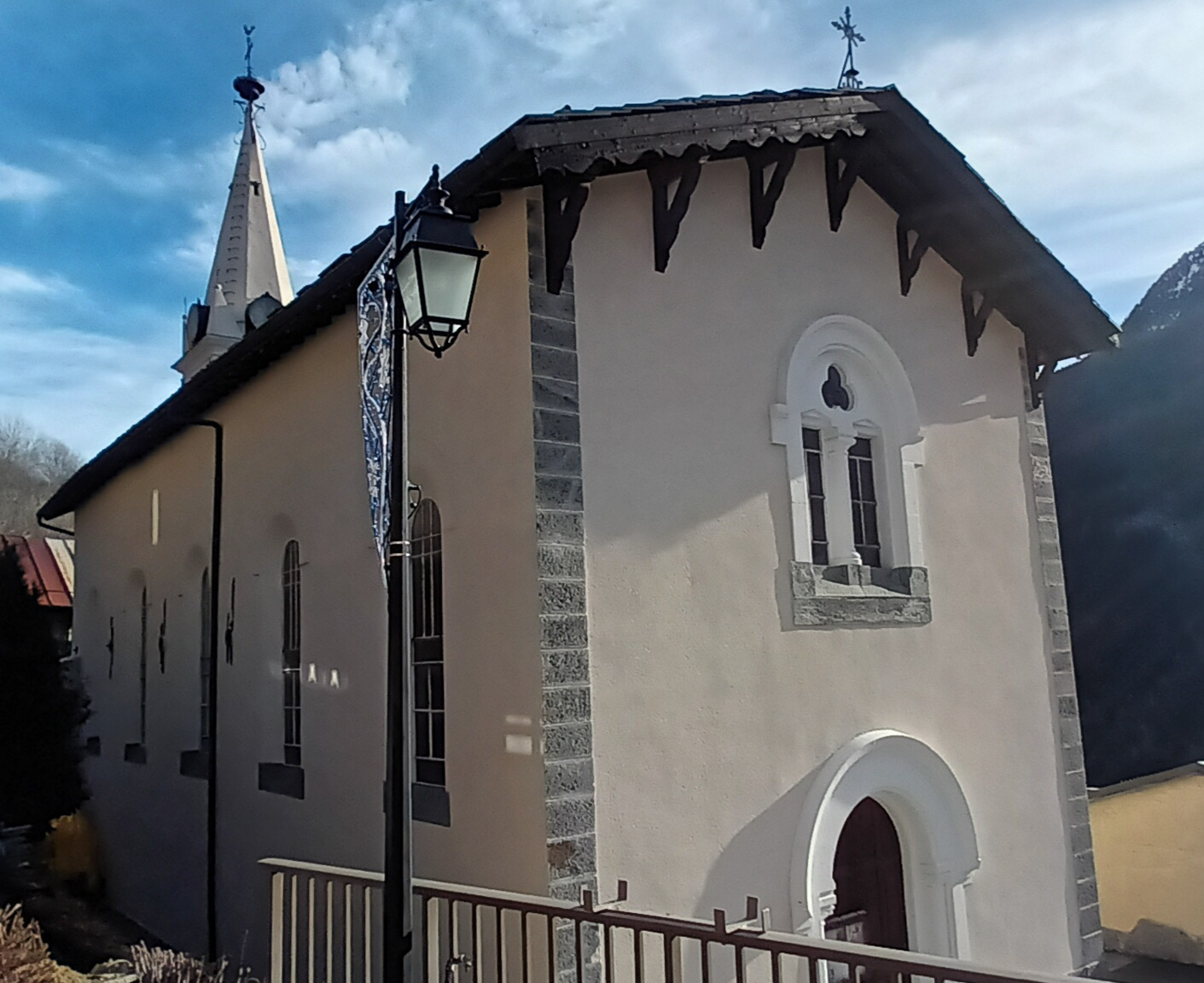
Vue des faces ouest et nord du bâtiment en 2023.
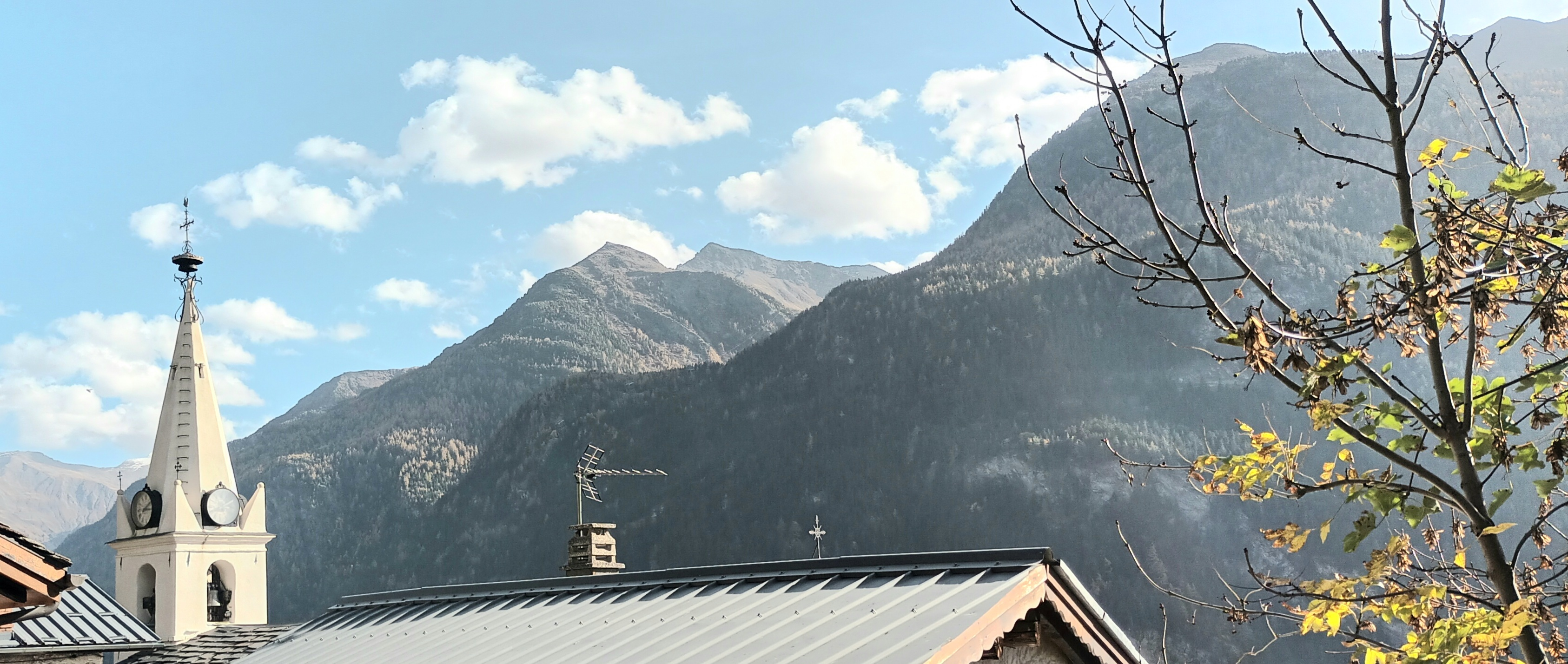
Vue du clocher, de la roche Fleurie et du mont Coburne.
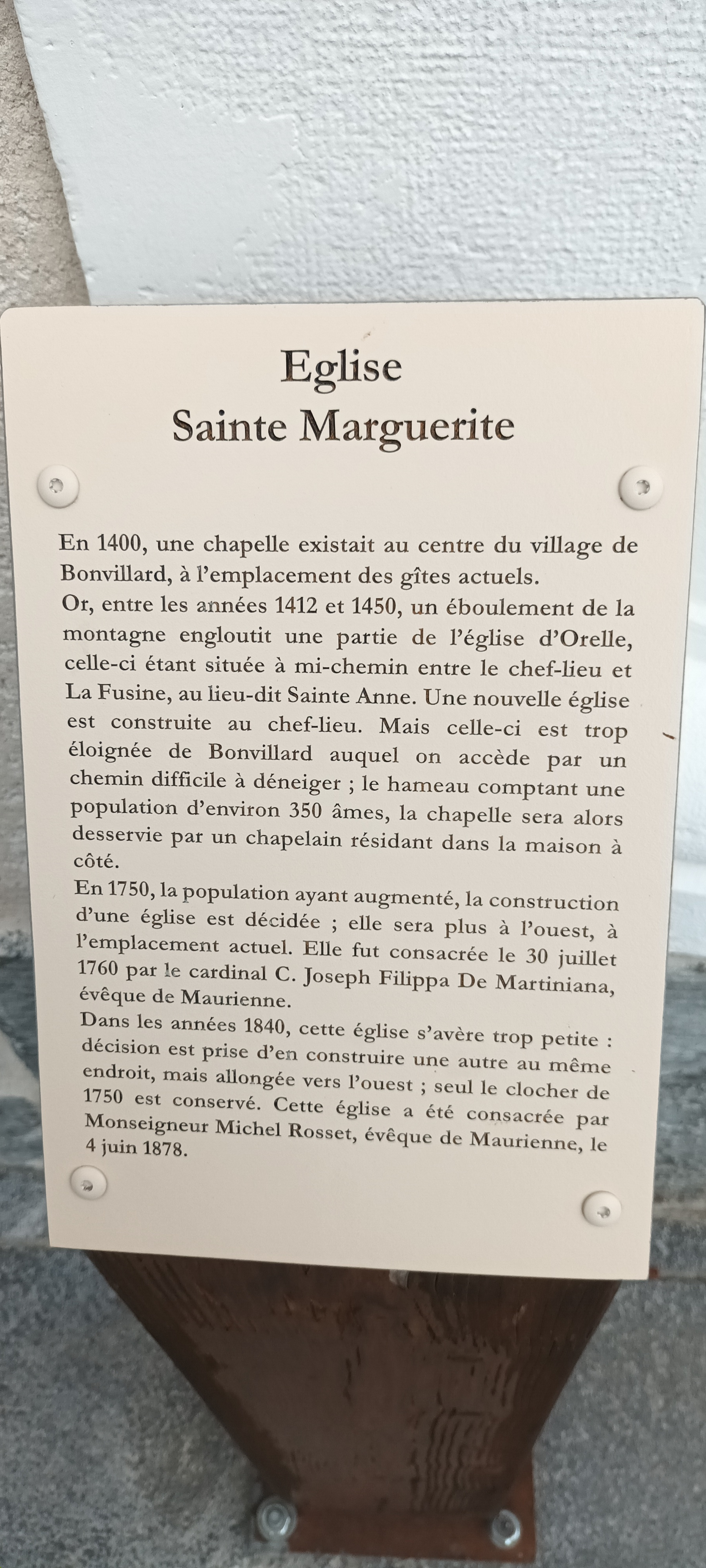
Plaque historique de l'église à Orelle.
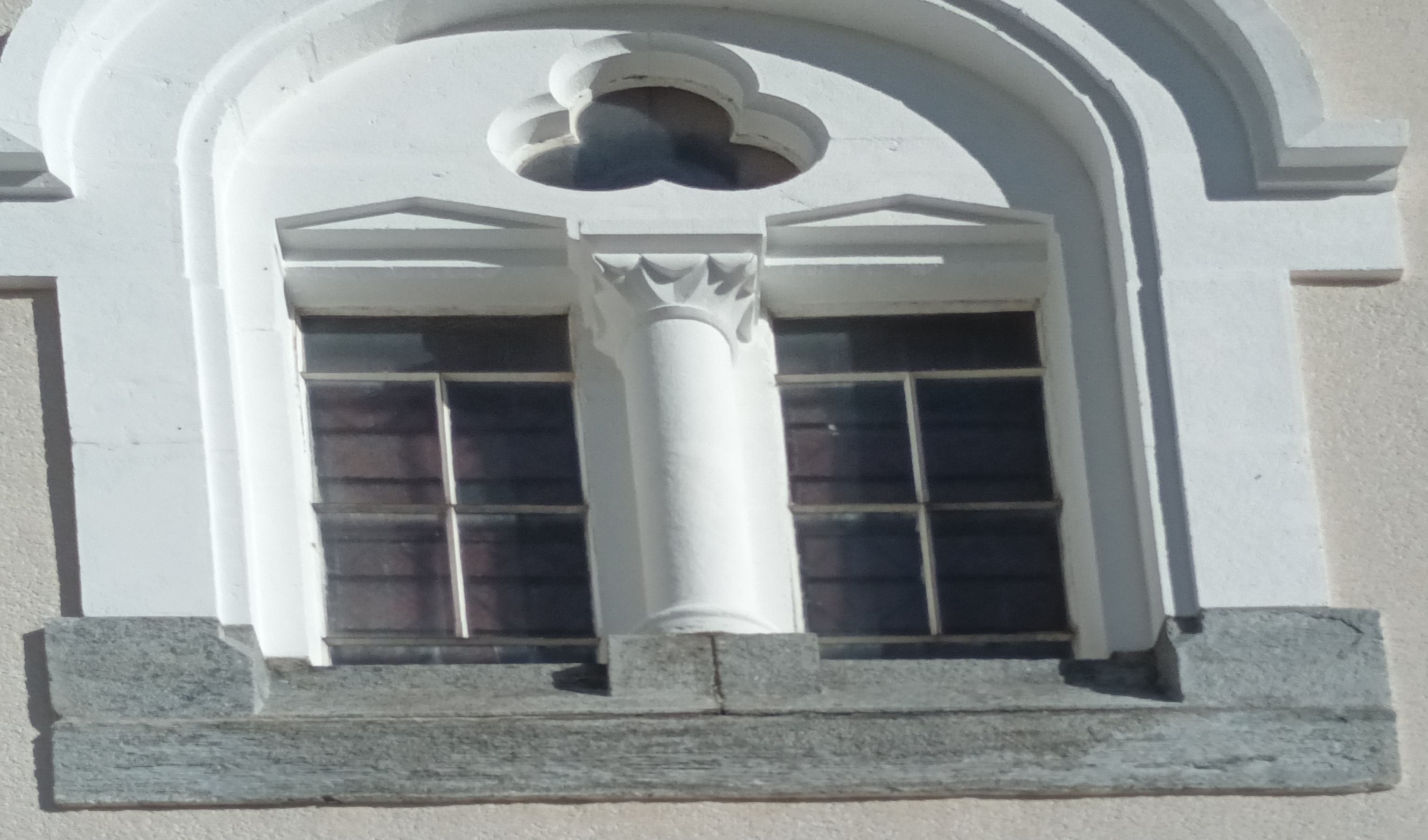
Vitraux de la face ouest au-dessus des portes.

### Horloges de l'église
En 1913, une horloge est posée sur le clocher de l'église, comportant quatre cadrans. C'est un prêtre de Bonvillard qui en a fait don ; toutefois, les intempéries que subissent les hameaux d'Orelle rouillent et encrassent les rouages de ces systèmes. En 1934, sous la demande des habitants du village, la municipalité restaure ces cadrans en posant des verres dessus : cette installation est alors qualifiée d'« horloge rare à sonnerie retentissante ».

### Rénovation extérieure de 2018
En 2018, l’église Sainte-Marguerite d’Orelle est restaurée de l’extérieur, avec un crépi et un toit remis à neuf ainsi que son clocher qui rénové l'année précédente, avec quelques finitions ajoutées,.

## Services et état actuels
Rénovée par la municipalité d'Orelle en 2018, de nombreuses messes, mariages et baptêmes s'y déroulent. Le Père Pierre Lallement, membre de l'association « Orelle Patrimoine » présente sur la commune, détient la clé de l'église et dirige par conséquent les visites,,.

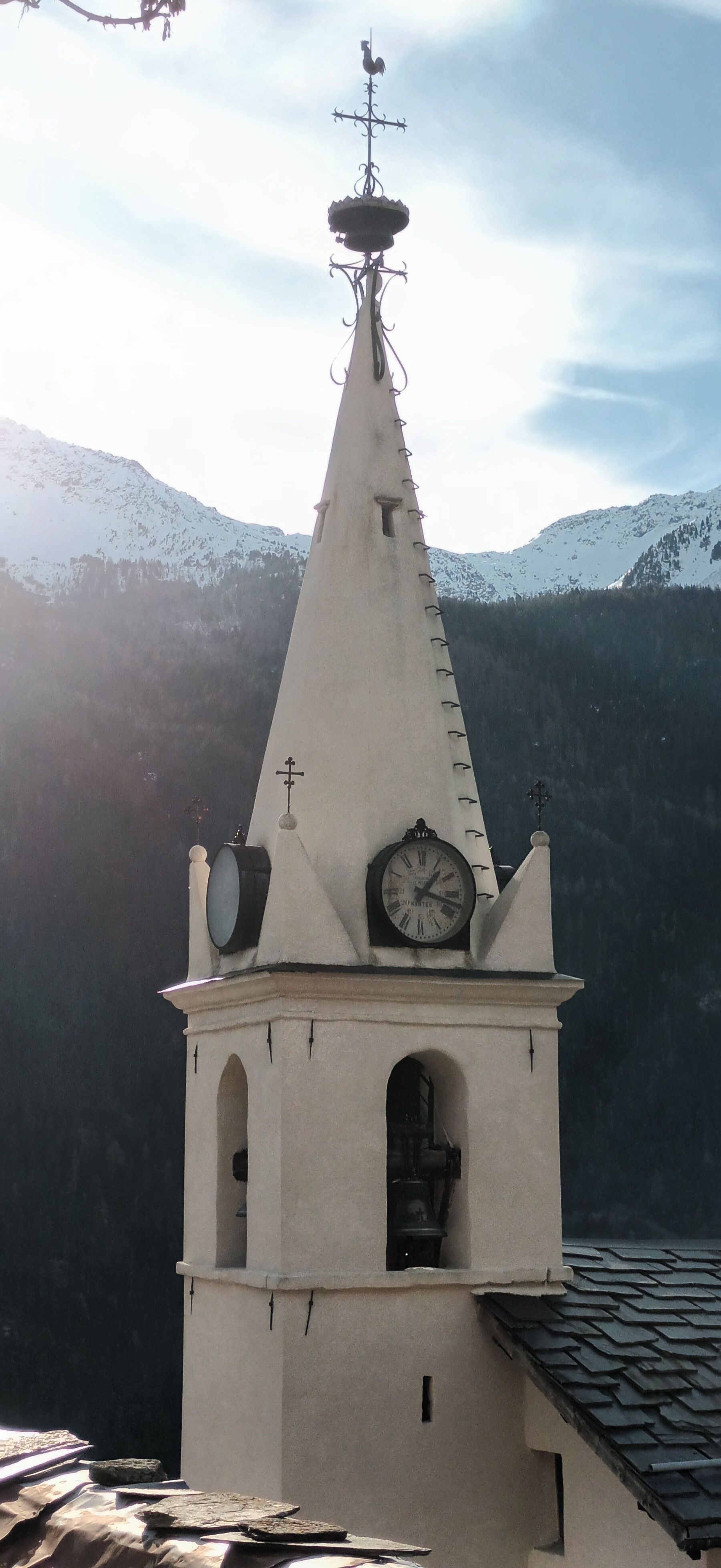
Vue détaillée des horloges et cloches du clocher.
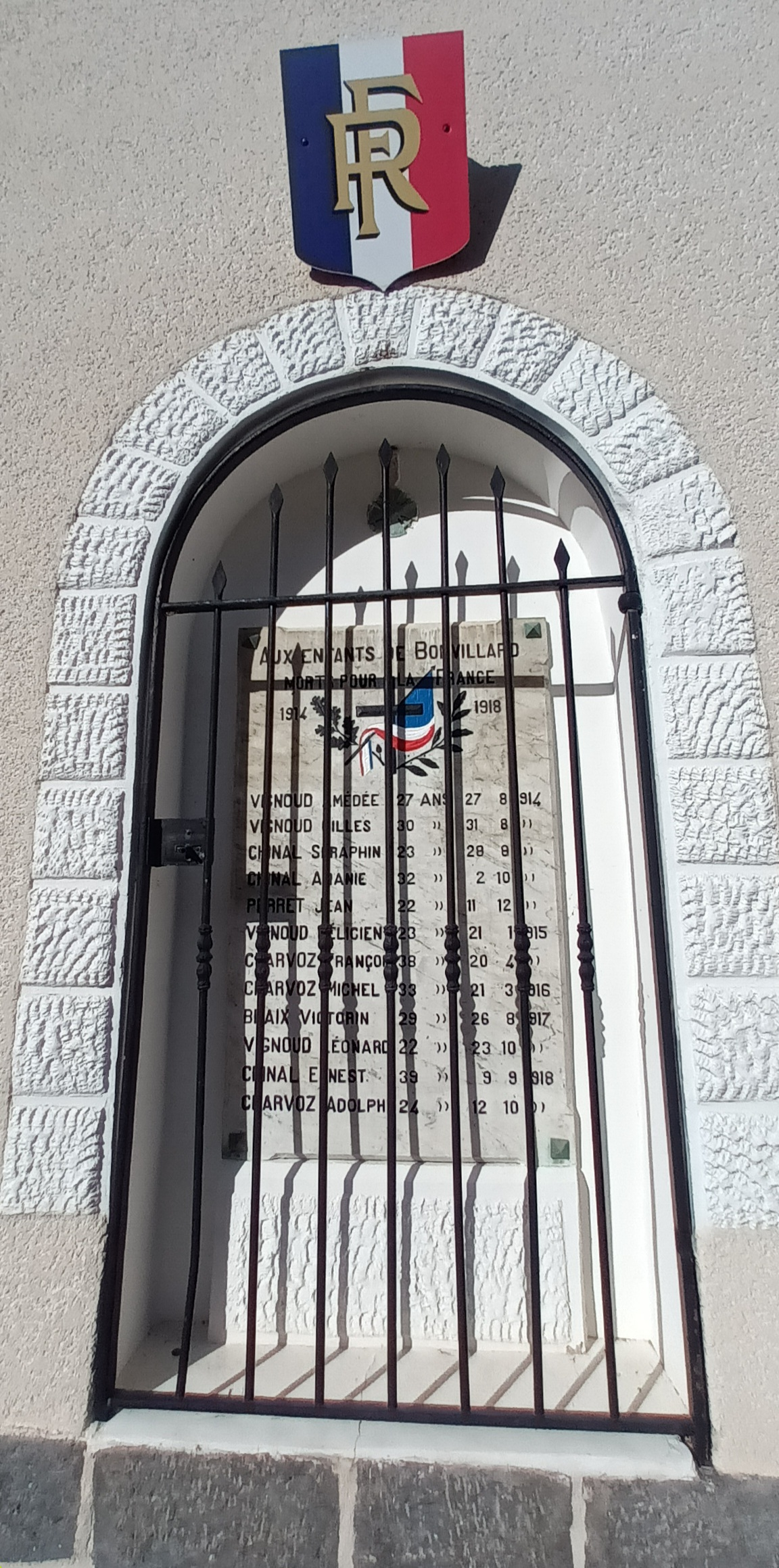
Stèle de l'église.
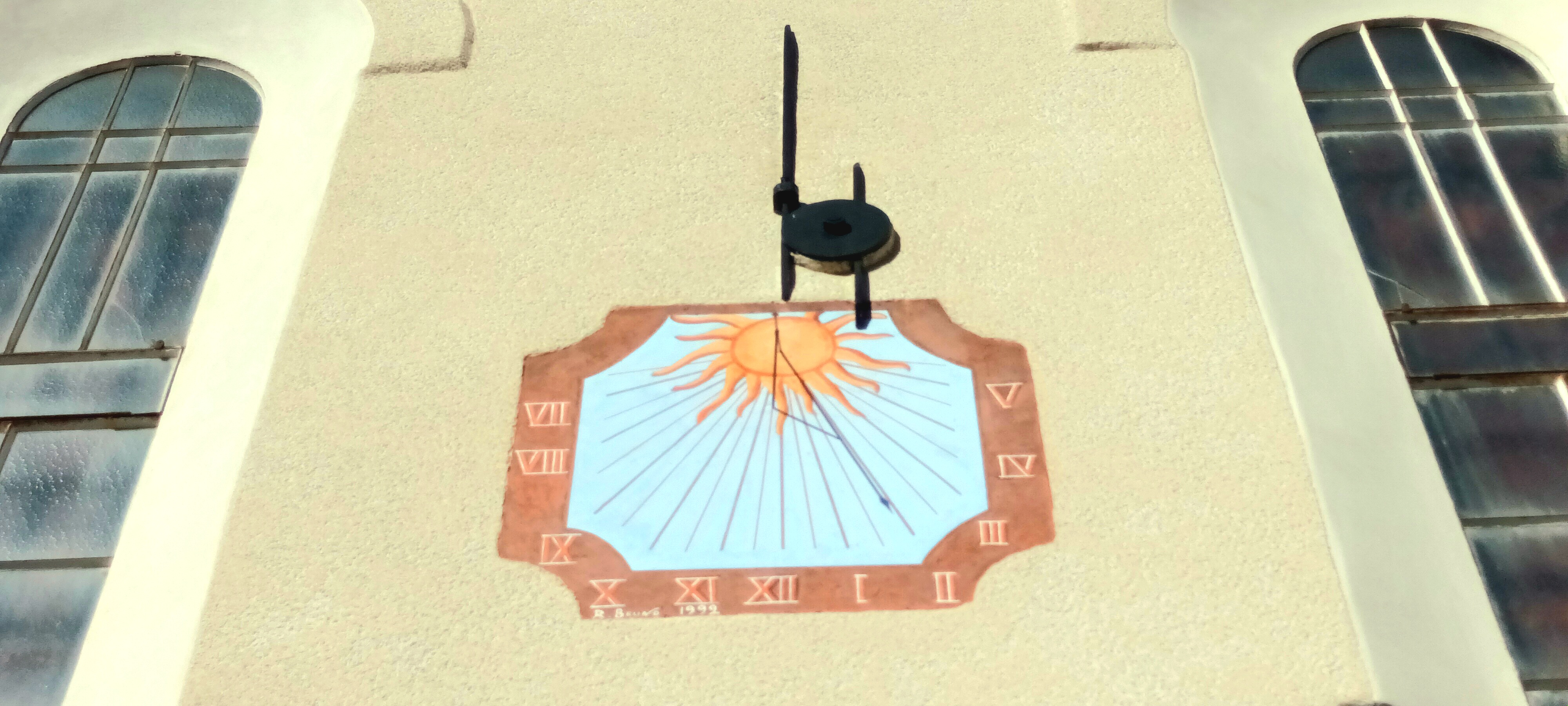
Cadran solaire de la face sud.
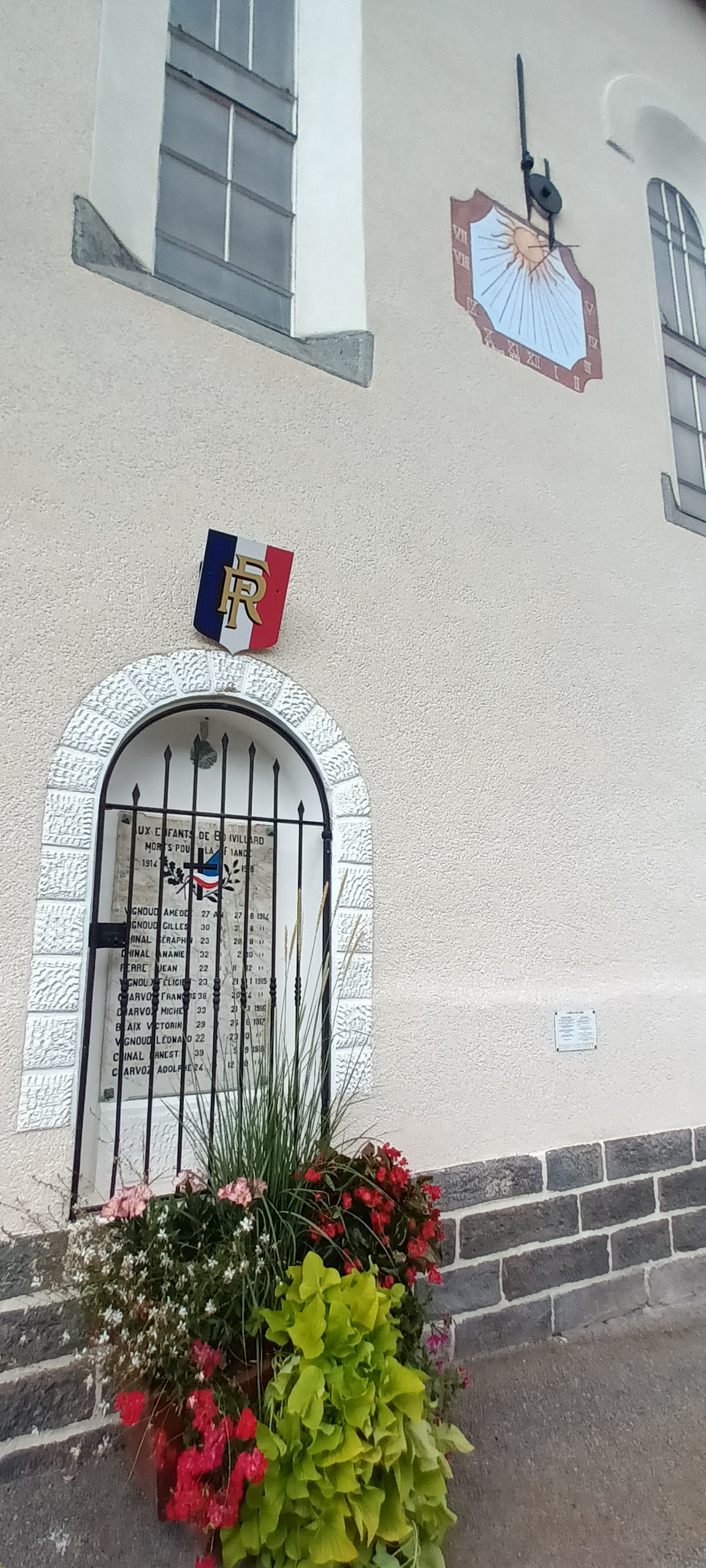
Face sud de l'édifice où se trouvent le cadran solaire et la stèle.
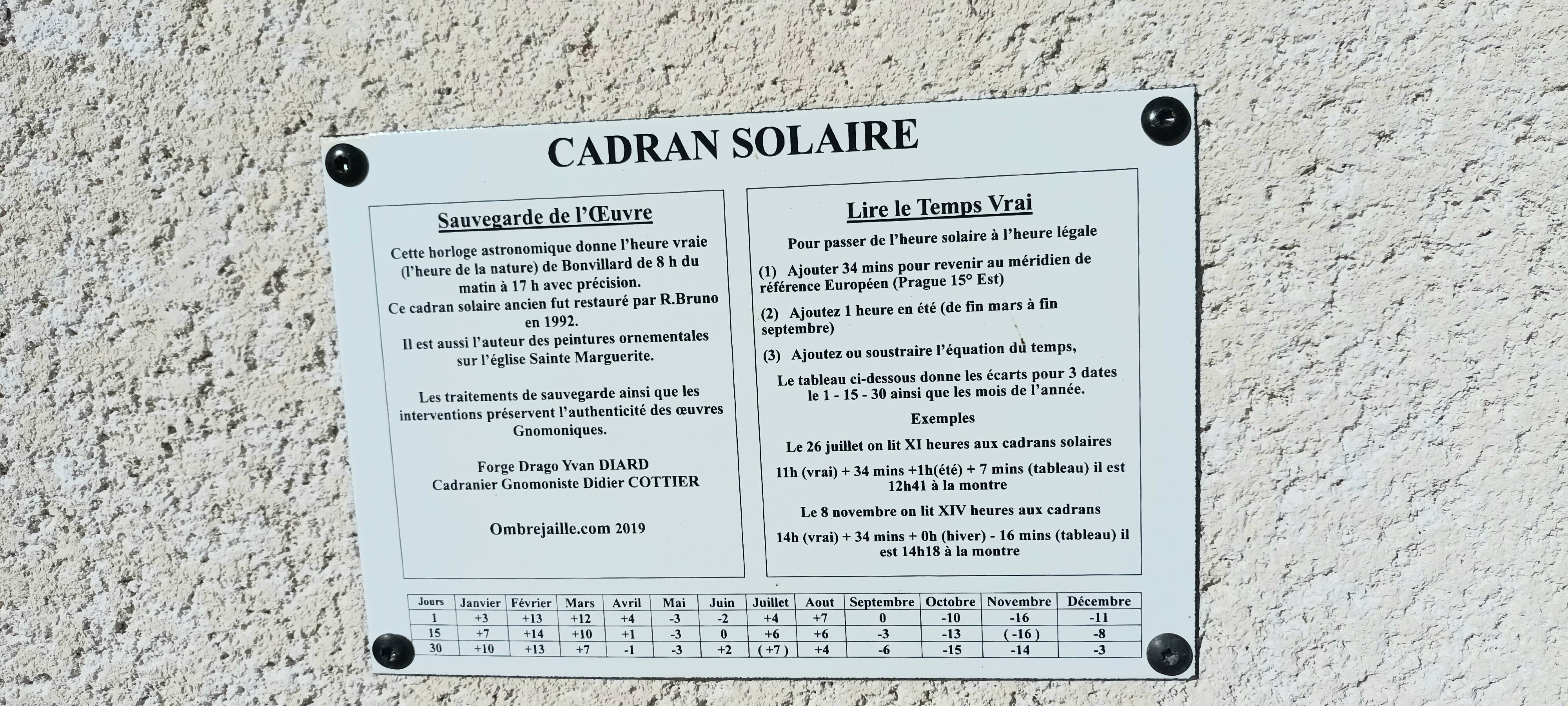
Plaque municipale d'indications de lecture de l'heure du cadran solaire.
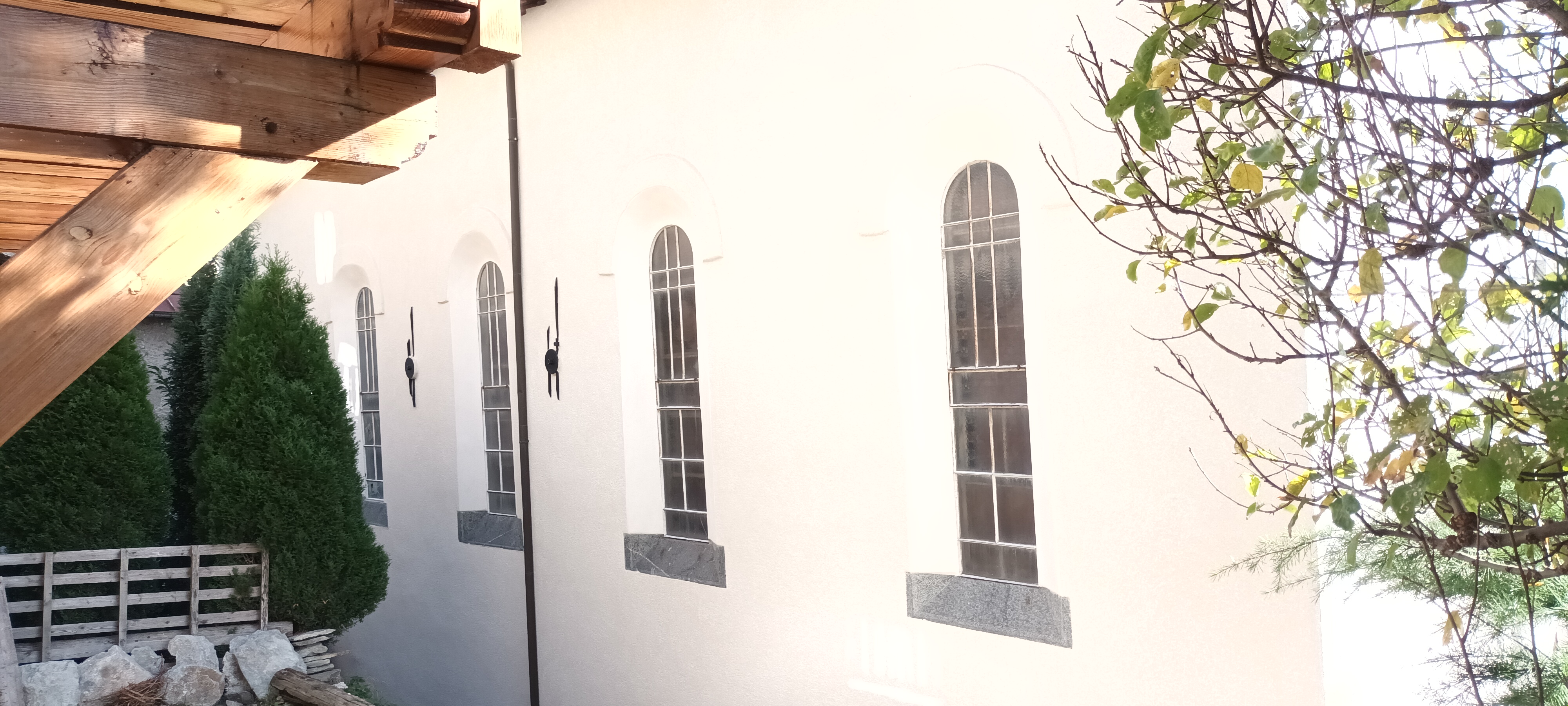
Face nord de l'église Sainte-Marguerite d'Orelle.
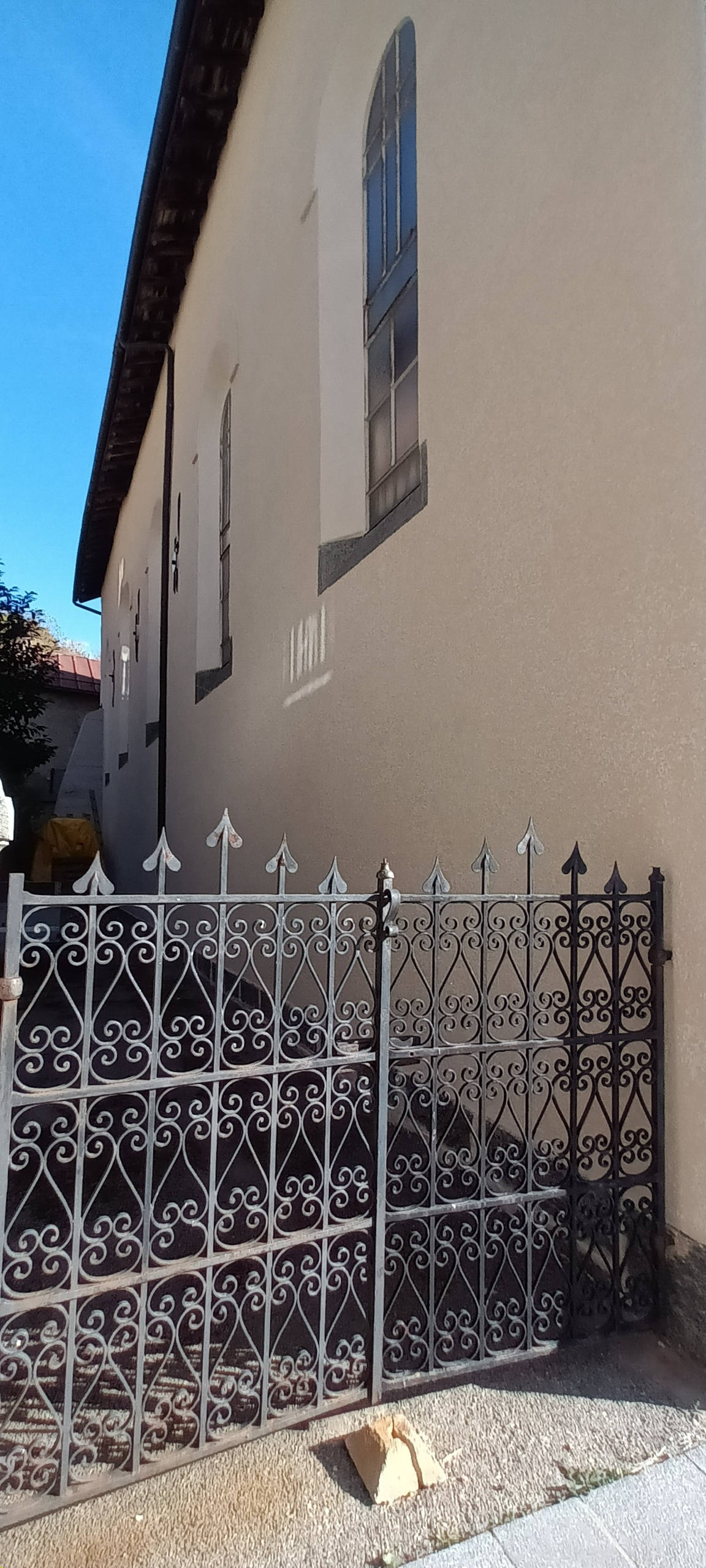
Arrière-cour du bâtiment.